# Nephodia favaria
Nephodia favaria là một loài bướm đêm trong họ Geometridae.